# Gary Wilson
Gary Wilson (n. 11 august 1985, Wallsend, Anglia, Regatul Unit) este un jucător englez de snooker.  
A fost finalist în 2015 la Openul Chinei. În 2019, s-a calificat în prima semifinală a carierei la Campionatul Mondial. Wilson a realizat breakul maxim de cinci ori în carieră. În decembrie 2022, la 37 de ani, a obținut primul trofeu al carierei într-un turneu de clasament după victoria din finala Openului Scoțian.  
În perioada în care și-a pierdut statutul de profesionist, a practicat taximetria în Newcastle.

## Finalele carierei

### Turnee de clasament: 5 (3 titluri)
| Rezultat | Nr. | An   | Turneu          | Adversar în finală | Scor |
| Finalist | 1.  | 2015 | Openul Chinei   | Mark Selby         | 2–10 |
| Finalist | 2.  | 2021 | Openul Britanic | Mark Williams      | 4–6  |
| Campion  | 1.  | 2022 | Openul Scoțian  | Joe O'Connor       | 9–2  |
| Campion  | 2.  | 2023 | Openul Scoțian  | Noppon Saengkham   | 9–5  |
| Campion  | 3.  | 2024 | Openul Galez    | Martin O'Donnell   | 9–4  |

### Invitaționale: 2 (1 titlu)
| Rezultat | Nr. | An   | Turneu             | Adversar în finală | Scor |
| Finalist | 1.  | 2003 | Challenge Tour – 2 | Hugh Abernethy     | 0–6  |
| Campion  | 1.  | 2004 | Challenge Tour – 4 | Jin Long           | 6–4  |

### Turnee pe echipe: 1
| Rezultat | Nr. | An   | Turneu                            | Echipă/partener | Adversar(i) în finală  | Scor |
| Finalist | 1.  | 2007 | Campionatul Mondial de dublu mixt | Pam Wood        | Joe Perry Leah Willett | 1–3  |

### Finale la amatori: 4 (3 titluri)
| Rezultat | Nr. | An   | Turneu                         | Adversar în finală | Scor |
| Campion  | 1.  | 2004 | Campionatul Mondial U-21 IBSF  | Kobkit Palajin     | 11–5 |
| Campion  | 2.  | 2012 | Campionatul Angliei la amatori | Martin O'Donnell   | 10–9 |
| Campion  | 3.  | 2012 | EBSA Qualifying Tour – Belgia  | Elliot Slessor     | 3–0  |
| Finalist | 1.  | 2012 | Campionatul Mondial IBSF       | Mohammad Asif      | 8–10 |